# Oberonia kwangsiensis
Oberonia kwangsiensis är en orkideart som beskrevs av Gunnar Seidenfaden. Oberonia kwangsiensis ingår i släktet Oberonia och familjen orkidéer. Inga underarter finns listade i Catalogue of Life.